# آریبرت وشر
آریبرت وشر (آلمانی: Aribert Wäscher؛ ۱ دسامبر ۱۸۹۵ – ۱۴ دسامبر ۱۹۶۱) یک بازیگر تئاتر و بازیگر سینما اهل آلمان بود.
از فیلم‌ها یا برنامه‌های تلویزیونی که وی در آن نقش داشته‌است می‌توان به رامبرانت، بل آمی، آمفیتروئون، بادبزن خانم ویندیرمیر و مادام بوواری اشاره کرد.